# Svartgöl (Hycklinge socken, Östergötland)
Svartgöl är en sjö i Kinda kommun i Östergötland och ingår i Botorpsströmmens huvudavrinningsområde.